# Edikt
Ein Edikt (von lat. edicere „verordnen“, „bekanntmachen“) bezeichnet im römischen Recht öffentliche Erklärungen des Magistrats, besonders die der Prätoren zu Grundsätzen der Anwendung des Rechts (Rechtsschutzverheißung) während ihrer Amtszeit. In der späten Kaiserzeit wurden auch Gesetze, die in den Rechtsfolgen am weitesten reichende Rechtsquelle des Kaisers, als Edikte bezeichnet.
In der Neuzeit steht der Begriff
- vor allem für Gesetze französischer Könige, die einen einzelnen Gegenstand regeln (Gegensatz zur Ordonnanz),
- in der Rechtssprache jedoch auch für öffentliche Bekanntmachungen (im Gegensatz zu Verständigungen, die nur Verfahrensbeteiligten zugehen).

## Wichtige Beispiele
- Edikt des Tiberius Iulius Alexander (68), Präfektenedikt (Maßnahmen zum ius edicendi im graeco-ägyptischen Raum)
- Edikt des Gaius Avidius Heliodorus (137), Präfektenedikt (Maßnahmen im Grundstückseigentumsrecht des graeco-ägyptischen Raums)
- Constitutio Antoniniana (212), nach der alle Reichsbewohner von Caracalla das römische Bürgerrecht erhielten
- Diokletians Edikt gegen die Manichäer (297, Datum ungesichert)
- Höchstpreisedikt (301), Diokletians Höchstpreisfestsetzung für bestimmte Güter
- Toleranzedikt des Galerius (311)
- Toleranzedikt von Mailand (313)
- Rhetorenedikt (362)
- Edikt contra Origenem (543)
- Edikt von Salerno (Edikt von Melfi) (1231–1243)
- Alhambra-Edikt (1492)
- Wormser Edikt (1521)
- Edikt von Villers-Cotterêts (1539)
- Edikt von Saint-Germain-en-Laye (1562) (Januaredikt)
- Edikt von Nantes (1598)
- Restitutionsedikt (1629)
- Edikt von Fontainebleau (1685)
- Edikt von Potsdam (1685)
- Edikt Loslassung der Untertanen, Preußen (1748)
- Edikt von Versailles (1787)
- Preußisches Judenedikt (1812)